# Leucoptera smilaciella
Leucoptera smilaciella (tên tiếng Anh: Greenbrier Leaf Miner) là một loài bướm đêm thuộc họ Lyonetiidae. Nó được tìm thấy ở Bắc Mỹ, from Pennsylvania to Florida và Texas.
Ấu trùng ăn các loài Smilax. Chúng ăn lá nơi chúng làm tổ.